# Wladimir Lobato Paraense
Wladimir Lobato Paraense (Igarapé-Miri, 16 de novembro de 1914 – Rio de Janeiro, 11 de fevereiro de 2012) foi um médico parasitologista, pesquisador e professor universitário brasileiro.
Grande oficial da Ordem Nacional do Mérito Científico e membro titular da Academia Brasileira de Ciências, Wladimir foi pesquisador titular da Fiocruz e um dos maiores parasitologistas do Brasil. Foi responsável pela identificação dos caramujos vetores da esquistossomose e pela descoberta do ciclo exoeritrocitário da malária, primeira comprovação da existência do ciclo de vida dos parasitos causadores da doença antes do ingresso na corrente sanguínea.

## Biografia
Wladimir nasceu na cidade paraense de Igarapé-Miri, em 1914. Fez os cursos primário e secundário em Belém, no Grupo Escolar Floriano Peixoto (1921-1925) e no Ginásio Estadual Paes de Carvalho (1926-1930). Era filho do servidor público Raimundo Hormanio Lobato Paraense e da obstetra Maria da Costa Paraense, Wladimir sempre gostou de estudar e recebia prêmios pela ausência de faltas durante o ano letivo.
Quando criança, gostava dos livros de Jules Verne, com suas aventuras no fundo do mar e no espaço e por gostar dos astros, chegou a pensar em ser astrônomo. Aos 16 anos, decidiu que cursaria medicina. Iniciou o curso na Faculdade de Medicina e Cirurgia do Pará (atual Universidade Federal do Pará), cursando os primeiros anos de 1931 a 1934. Em busca de melhores condições de estudos, concluiu o curso na Universidade Federal de Pernambuco nos anos de 1936 e 1937.

## Carreira
Não havia cursos de mestrado e doutorado na área de patologia na época de sua conclusão de curso, assim Wladimir ganhou uma bolsa de estudos para se especializar em anatomia patológica pela Faculdade de Medicina da Universidade de São Paulo, de 1938 a 1939. Nesta especialização, ele começou suas pesquisas sobre a esquistossomose, partindo para a leishmaniose visceral, em 1939, quando assumiu uma vaga de pesquisador pelo Instituto Oswaldo Cruz, no Rio de Janeiro, onde permaneceu como contratado extranumerário, até passar em concurso em 1945.
Foi o responsável pela organização do laboratório de patologia do Serviço de Estudos das Grandes Endemias (SEGE) da Fiocruz. Trabalhou na área de protozoonoses, onde comprovou a existência do ciclo exoeritrocitário da malária, em 1943. A pedido de Henrique Aragão, então diretor da Fiocruz, Wladimir passou dois anos em Belo Horizonte investigando casos de pênfigo foliácio, doença de pele conhecida como "fogo selvagem".
Retornou para o Rio de Janeiro, mas em 1950 foi designado, pelo novo diretor da Fiocruz, Olympio Arthur Ribeiro da Fonseca, para voltar a Belo Horizonte, e trabalhar com Octávio de Magalhães, professor da Faculdade de Medicina de Minas Gerais, hoje pertencente à Universidade Federal de Minas Gerais. Lá trabalhou com leishmaniose, até que, em 1953, foi convidado pelo Serviço Especial de Saúde Pública (SESP), a liderar uma equipe de pesquisa que se dedicaria ao estudo da esquistossomose, visando mapear e distinguir espécies de planorbídeos transmissoras da doença. Chegou a mapear 44 criadouros nos arredores do Ribeirão Arrudas, na capital mineira.
O trabalho com a esquistossomose o levou a gostar da classificação de caramujos, tendo percorrido vários países em busca de novos exemplares para  diferenciação das espécies, tendo identificado dez novas. Junto de José Pellegrino, Zigman Brener e Giorgio Schreiber, Wladimir permaneceu na capital mineira, trabalhando no Centro de Pesquisas de Belo Horizonte (CPBH), hoje Instituto René Rachou (IRR), a filial da Fiocriz em Minas Gerais. Seu trabalho atraiu a atenção de pesquisadores internacionais, que recomendaram seu trabalho à Fundação Rockefeller, levando a Instituição a financiar seu trabalho.
Entre 1961 e 1963, Wladimir foi diretor da Fiocruz Minas, posição que o ajudou a articular parcerias com a Organização Mundial da Saúde (OMS) e com a Organização Pan-Americana da Saúde (OPAS), para a criação de um Centro de Identificação de Planorbídeos para as Américas, no seu laboratório. Em 1968, Wladimir se mudou de Belo Horizonte para a capital federal, a convite do reitor da Universidade de Brasília (UNB), para assumir a organização do Instituto Central de Biologia, onde se tornou professor titular.
Wladimir voltou à Fiocruz, no Rio de Janeiro, em 1976, a convite do então diretor, Vinícius Fonseca, pela possibilidade de morar dentro do campus, na hoje chamada Casa Amarela, o que o deixava perto de seu laboratório. De 1976 a 1978, foi vice-presidente de pesquisa da Fiocruz. Foi também o coordenador do Departamento de Malacologia, entre 1980 e 1991; após 1991 passou a chefiar o Laboratório de Malacologia.
Wladimir foi pesquisador titular da Fiocruz, foi professor na UNB e em cursos de pós-graduação em parasitologia na UFMG, USP, além de atuar em universidades estrangeiras, como na Universidade dos Andes, na Venezuela e na Escuela de Salud Publica, no México. Em 2004 o Instituto René Rachou (Fiocruz MG) atribuiu o nome de Wladimir Lobato Paraense ao moluscário da instituição.

## Morte
Wladimir morava no campus da Fiocruz, em Manguinhos, quando sofreu uma queda em casa. Ele morreu em 11 de fevereiro de 2012, aos 97 anos no Rio de Janeiro, devido a complicações depois da queda. Era o mais antigo pesquisador da Fiocruz na ocasião de sua morte.